# Henning Müller (Tennisspieler)
Henning Christian Gottfrid Müller (* 4. November 1896 in Stockholm; † 6. Mai 1980 in Torekov) war ein schwedischer Tennisspieler.

## Leben
Müller spielte nicht sonderlich viele Turniere in seiner Laufbahn, die etwa von 1919 bis 1928 andauerte. 1920 nahm er an den Olympischen Sommerspielen in Antwerpen teil. Dort trat er im Herreneinzel an und schied in der ersten Runde gegen den Briten Max Woosnam in vier Sätzen aus. Im Herrendoppel verlor er zusammen mit Olle Andersson ebenfalls zum Auftakt, die Norweger Conrad Langaard und Jack Nielsen schlugen sie in vier Sätzen. Vier Jahre später, bei den Olympischen Sommerspielen in Paris nahm Müller erneut teil. Im Einzel ereilte ihn gegen Algernon Kingscote dasselbe Schicksal wie vier Jahre zuvor. Im Herrendoppel, zusammen mit Charles Wennergren, sowie im Mixed-Doppel, zusammen mit Sigrid Fick erzielte er allerdings bessere Resultate und schied jeweils erst im Viertelfinale aus.
1927 nahm Müller das einzige Mal an den Wimbledon Championships teil. Im Einzel verlor er in der ersten Runde gegen Craig Campbell. Drei Turniersiege bei den schwedischen Meisterschaften in den Jahren 1919, 1924 und 1925 waren seine einzigen Einzelerfolge. Im Mixed war er neunmal schwedischer Meister (drinnen und draußen, meist mit Sigrid Fick) und im Doppel gewann er 1921, 1924 und 1928 jeweils den Titel.
1927, bei der dritten Teilnahme seines Landes, sowie 1929 spielte Henning Müller für die schwedische Davis-Cup-Mannschaft. Beide Doppelmatches, die er absolvierte, gingen verloren, genauso wie auch die jeweilige Begegnung.